# 4147-es busz
A 4147-es jelzésű autóbuszvonal Ózd és Putnok (Ózd – Királd – Putnok) között húzódó helyközi vonal, amelyet a Volánbusz Zrt. üzemeltet.

## Útvonala

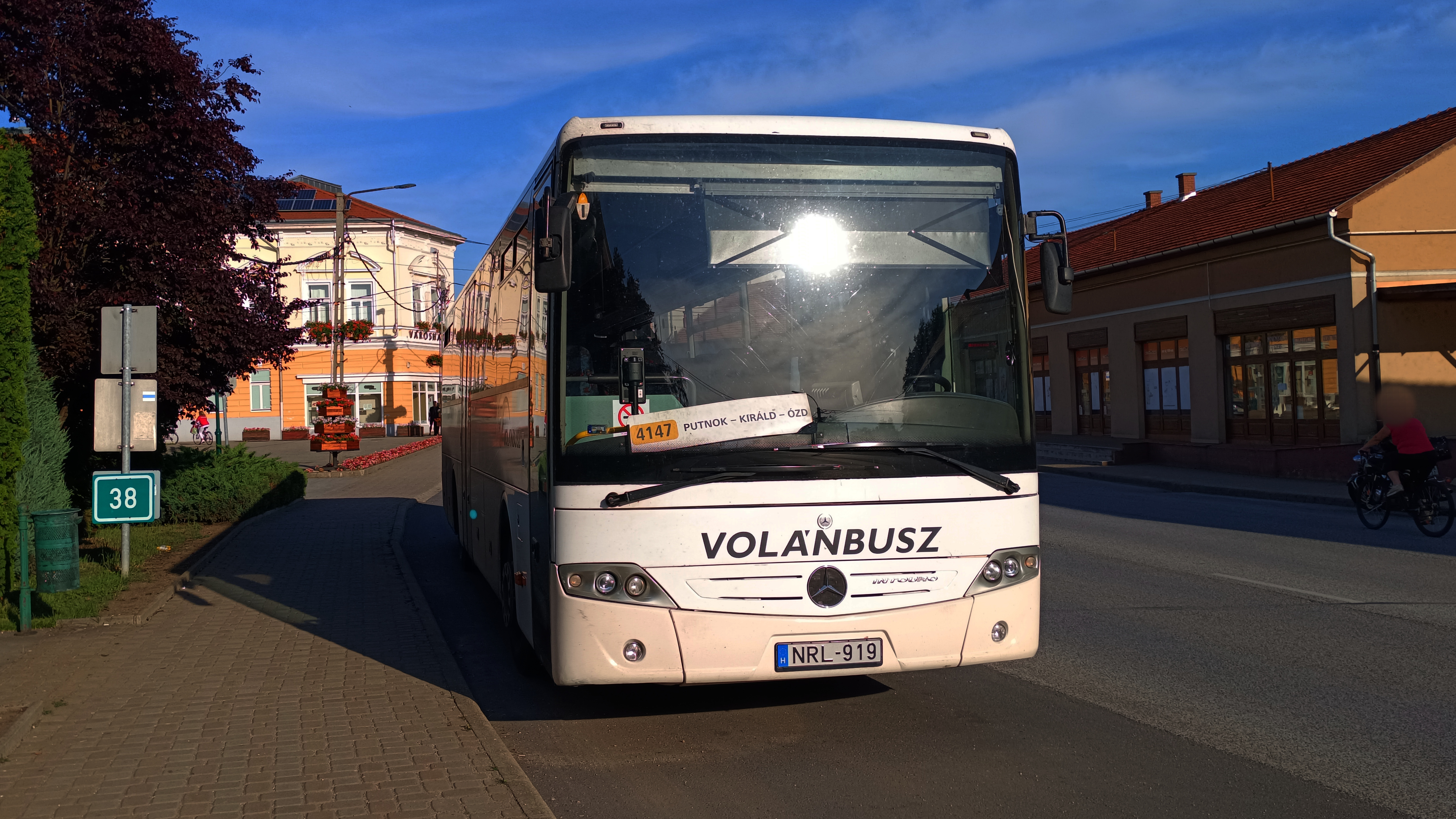
Befejezte az aznapi fordáit

Az ózdi autóbusz-állomásról indul. A Nemzeti FIlmtörténeti Élményparkot körbeöleli, Sajóvárkony városrészébe indul el. Dózsa György útján jobbra kanyarodik és Borsodbóta felé veszi irányát. Keresztezi az egykori Eger–Putnok-vasútvonal Kiskapud állomását, és a Királd-patak határában a falu felé hajt tovább. Teljes egészét, a mintegy 4 kilométer hosszát kiszolgálva a vonal 15 kilométerében szinte minden esetben kitér Sajómercsére, majd 3 perccel később Sajóvelezd is szinte mindig érintett a nap során. A vonal első és utolsó városába, Putnokra hajt be, míg egyetlen munkanapi indítása csak a vasútállomásáig közlekedik, addig a többi Fő teréig, míg tanítási napokon egy-kettőnek a Péczeli János Általános Iskola is az útja része mind oda, mind visszirányban.

Ellentétes irányban útvonala változatlan.

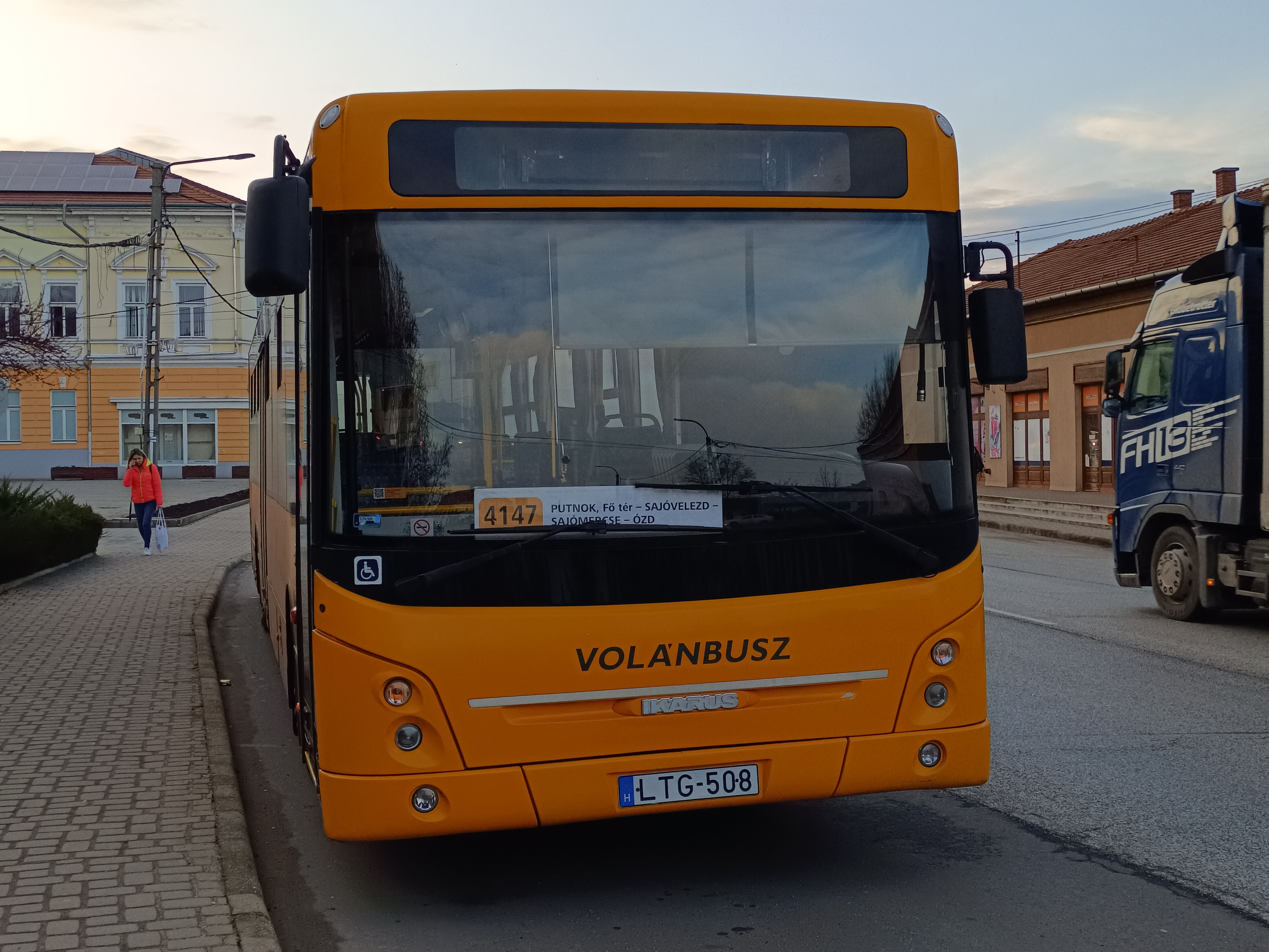
Putnokon végállomásozó Ikarus-ARC E134

## Közlekedése
Indításszáma alacsony, a két város között létesített mind a vasúti, mind a 26-os főúton való autóbuszos tömegközlekedés, azonban az Upponyi-hegység északi részén fekvő települések felől a nap folyamán ezen kívül a 4148-as és 4151-es buszokkal biztosított az eljutás.
Csatlakozást biztosít:
- Ózd, autóbusz-állomás – autóbuszos Budapest felé/felől (1031-es busz)
- Putnok, vasútállomás – vasúti Miskolc felé/felől (92-es vasútvonal)
- Putnok, Fő tér – autóbuszos Miskolc felé/felől (3770-es busz).

| Viszonylat                           | Indításszám     | Közlekedési rend          |
| ------------------------------------ | --------------- | ------------------------- |
| Ózd, aut. áll. ➝ Putnok, vá. bej. út | 1 oda           | munkanapokon              |
| Ózd, aut. áll. – Putnok, Fő tér      | 4 oda, 5 vissza | tanítási napokon          |
| Ózd, aut. áll. – Putnok, Fő tér      | 4 oda, 5 vissza | tanszünetben munkanapokon |
| Ózd, aut. áll. – Putnok, Fő tér      | 4 pár           | szabadnapokon             |
| Ózd, aut. áll. – Putnok, Fő tér      | 2 pár           | munkaszüneti napokon      |

## Megállóhelyei
| 0                                       | Ózd, autóbusz-állomás végállomás                      | 0.0 km  | 1, 2, 2A, 3, 4, 6, 7, 8, 12, 20A, 23, 26, 46, 47, 68, 74, 76, 78 1031, 1034, 1051, 1369, 1384, 1411 3410, 3770, 3773, 4101, 4102, 4104, 4140, 4145, 4148, 4150, 4151, 4153, 4155, 4157, 4158, 4160, 4161, 4180, 4185, 4186 |
| 1                                       | Ózd, Olvasó Egyesület                                 | 0.6 km  | 3, 63 4148, 4150, 4151, 4155 |
| 2                                       | Ózd, sajóvárkonyi elágazás                            | 1.7 km  | 3, 23, 63 4148, 4150, 4151, 4155 |
| 3                                       | Ózd (Sajóvárkony), posta                              | 2.8 km  | 3, 23, 63 4148, 4150, 4151, 4155 |
| 4                                       | Ózd (Sajóvárkony), AMK                                | 3.3 km  | 3, 23, 63 4148, 4150, 4151, 4155 |
| 5                                       | Ózd, bánszállási elágazás                             | 3.8 km  | 3, 23, 63 4148, 4150, 4151, 4155 |
| 6                                       | Ózd, királdi elágazás                                 | 4.3 km  | 4148, 4150, 4151, 4155 |
| 7                                       | Ózd, Jánosszai erdészház                              | 5.0 km  | 4148, 4150 |
| 8                                       | Kiskapud vasúti megállóhely                           | 6.6 km  | 4148, 4150 |
| 9                                       | Királd, Péch Antal táró                               | 8.3 km  | 4148, 4150 |
| 10                                      | Királd, Petőfitelep                                   | 8.9 km  | 4148, 4150 |
| 11                                      | Királd, ABC                                           | 9.3 km  | 4148, 4150 |
| 12                                      | Királd, községháza                                    | 9.8 km  | 4148, 4150, 4194, 4195 |
| 13                                      | Királd, Béketelep                                     | 10.4 km | 4148, 4150, 4194, 4195 |
| 14                                      | Királd, vasútállomás                                  | 10.8 km | 4148, 4150, 4194, 4195 |
| 15                                      | Királd, Mocsolyás akna                                | 11.7 km | 4148, 4150, 4194, 4195 |
| 16                                      | Királd, autóbusz-forduló                              | 12.3 km | 4148, 4150, 4194, 4195 |
| 17                                      | Királdi útelágazás                                    | 15.0 km | 4148, 4151, 4193, 4194, 4195 |
| Munkanapokon 1 alkalommal nem érintett. |                                                       |         | |
| 18                                      | Sajómercse, élelmiszerbolt                            | 16.6 km | 4148, 4151, 4193, 4195 |
| 19                                      | Sajómercse, Rákóczi utca 122.                         | 17.3 km | 4148, 4151, 4193, 4195 |
| 20                                      | Sajómercse, autóbusz-forduló                          | 17.8 km | 4195 |
| 21                                      | Sajómercse, Rákóczi utca 122.                         | 18.3 km | 4148, 4151, 4193, 4195 |
| 22                                      | Sajómercse, élelmiszerbolt                            | 19.0 km | 4148, 4151, 4193, 4195 |
| 23                                      | Királdi útelágazás                                    | 20.6 km | 4148, 4151, 4193, 4194, 4195 |
| 24                                      | Sajóvelezdi elágazás                                  | 22.8 km | 4062, 4063, 4148, 4151, 4193, 4194, 4195 |
| Munkanapokon 1 alkalommal nem érintett. |                                                       |         | |
| 25                                      | Sajóvelezd, Szabadság utca                            | 23.6 km | 4062, 4063, 4148, 4151, 4193, 4194, 4195 |
| 26                                      | Sajóvelezd, Széchenyi utca 33.                        | 24.1 km | 4062, 4063, 4148, 4151, 4193, 4194, 4195 |
| 27                                      | Sajóvelezd, vegyesbolt                                | 24.7 km | 4062, 4063, 4148, 4151, 4193, 4194, 4195 |
| 28                                      | Sajóvelezd, Széchenyi utca 33.                        | 25.3 km | 4062, 4063, 4148, 4151, 4193, 4194, 4195 |
| 29                                      | Sajóvelezd, Szabadság utca                            | 25.8 km | 4062, 4063, 4148, 4151, 4193, 4194, 4195 |
| 30                                      | Sajóvelezdi elágazás                                  | 26.6 km | 4062, 4063, 4148, 4151, 4193, 4194, 4195 |
| 31                                      | Putnok, vasútállomás bejárati út vonalközi végállomás | 28.9 km | 4062, 4063, 4104, 4140, 4148, 4151, 4193, 4194, 4195 személyvonat – Putnok [92.] |
| 32                                      | Putnok, vasútállomás elágazás                         | 29.6 km | 4062, 4063, 4104, 4140, 4148, 4151, 4193, 4194, 4195 |
| Tanítási napokon 3 alkalommal érintett. |                                                       |         | |
| ∫                                       | Putnok, Kossuth utca 62.                              | ∫       | 1369, 1384, 1410, 1411 3770, 3773, 4057, 4062, 4063, 4065, 4188, 4194, 4195 |
| ∫                                       | Putnok, Péczeli János Általános Iskola                | ∫       | 4195 |
| 33                                      | Putnok, Fő tér végállomás                             | 30.0 km | 1369, 1384, 1410, 1411 3770, 3773, 4063, 4065, 4104, 4140, 4145, 4148, 4151, 4188, 4194, 4195 |